# 金江镇 (临武县)
金江镇，是中华人民共和国湖南省郴州市临武县下辖的一个乡镇级行政单位。

## 行政区划
金江镇下辖以下地区：
金仙社区、林森村、温泉村、金泉村、金山村、何家村、红星村、新华村、袁家村、沙田村、上富村、木冲村、唐家村、罗家村、杉木桥村、铁坑村、白岭村、白鹤村和黎明村。